# Hans Lampen
Hans Lampen (* 1923 in Dorsten; † 14. Mai 2005 ebenda) war deutscher Politiker (CDU) und von 1964 bis 1984 Bürgermeister von Dorsten. 1986 wurde ihm die Ehrenbürgerwürde von Dorsten verliehen. 1974 verlieh ihm der Bundespräsident das Bundesverdienstkreuz am Bande, 1981 erhielt er den Verdienstorden 1. Klasse.

## Leben
Hans Lampen wurde 1923 in Dorsten-Hardt geboren. Er war gelernter Vermessungstechniker. Nach dem Zweiten Weltkrieg kam er in sowjetische Kriegsgefangenschaft, aus der er gesundheitlich angeschlagen 1946 entlassen wurde. Er arbeitete dann auf dem Bergwerk Fürst Leopold bis zu seinem beruflichen Ruhestand 1978 als Vermessungsfahrsteiger und gehörte zeitweise dem Betriebsrat an.
Parallel zu seinem beruflichen Leben engagierte er sich politisch. Er trat 1952 der CDU bei und wurde Vorsitzender der Jungen Union in Dorsten. 1956 wurde er Ratsmitglied. Von 1964 bis 1984 war er Bürgermeister der Stadt Dorsten.